# Phare de Holland Harbor

Le phare de Holland Harbor (en anglais : Holland Harbor Light), appelé aussi Big Red, est un phare du lac Michigan, situé à l'entrée du canal reliant le lac Michigan au lac Macatawa donnant accès à la ville de Holland dans le Comté d'Ottawa, Michigan.
Ce phare est inscrit au Registre national des lieux historiques depuis le 20 juillet 1978 sous le n° 078001509 et au Michigan State Historic Preservation Office depuis le 16 janvier 1976.

## Historique

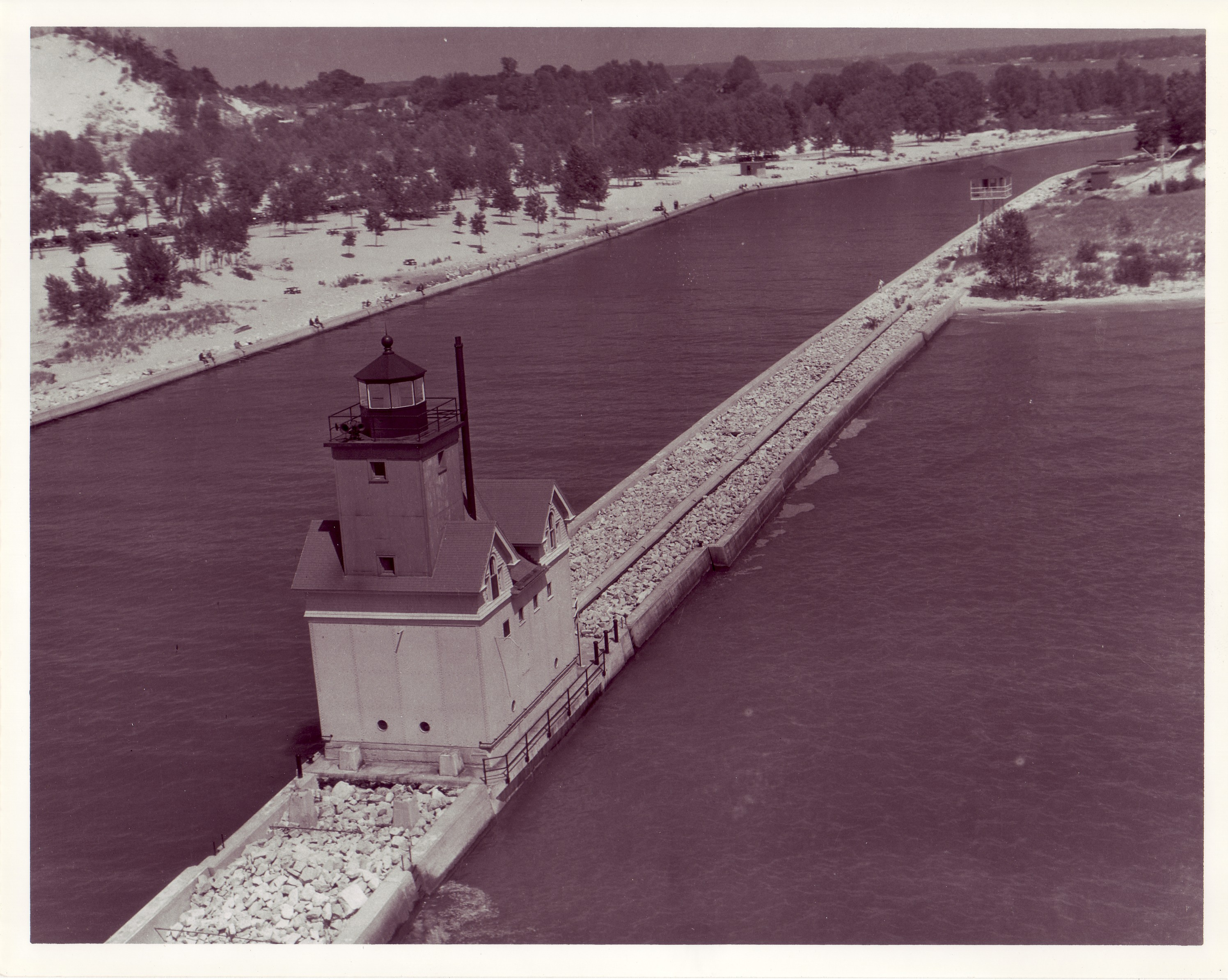
Le phare et le canal (photo U.S. Coast Guard Archive)

Après des décennies de demandes locales restées sans réponseB, l'United States Lighthouse Board recommanda finalement la construction du premier feu au port de Holland. Il a ensuite été approuvé par le Congrès des États-Unis. Le phare, mis en service en 1872, est du côté sud du canal. Il y a deux lumières modernes marquant les extrémités des brise-lames qui s'étendent dans le lac Michigan au-delà du phare.
Texte du marqueur du site historique du Michigan:
En cherchant un emplacement pour lui-même et les immigrants néerlandais en 1847, le révérend Albertus van Raalte a été attiré par le potentiel d'utiliser le lac Macatawa comme port. Cependant, le chenal du lac vers le lac Michigan était obstrué par des bancs de sable et du limon. Van Raalte a appelé le Congrès à l'aide. Le canal a été arpenté en 1849, mais n'a pas été ouvert avec succès en raison de crédits insuffisants. Frustrés, les colons hollandais ont eux-mêmes creusé le canal. En 1886, le gouvernement a établi la première station de sauvetage du port. En 1899, le canal avait été déplacé et les travaux portuaires achevés.
Le premier phare, construit à cet endroit, était une petite structure carrée en bois érigée en 1872. En 1880, le service des phares a installé une nouvelle lumière au sommet d'un poteau métallique dans une cage de protection. La lanterne à huile était abaissée par des poulies pour l'entretien. Au tournant du siècle, une tour en acier a été construite pour la lumière et en 1907 la structure actuelle a été érigée. Ce phare possède un toit à pignon qui reflète l'influence hollandaise dans la région. Il a été automatisé en 1932.

### Statut actuel
Lorsque la Garde côtière américaine a recommandé son abandon en 1970, les citoyens ont fait circuler des pétitions pour le sauver. La Holland Harbor Lighthouse Historical Commission a ensuite été organisée pour préserver et restaurer ce point de repère.
À l'exception de sa couleur, il s'agit d'un jumeau virtuel du phare de Kewaunee sur le côté Wisconsin du lac Michigan.]
En 2007, le Département de l'Intérieur des États-Unis a annoncé que le phare serait protégé, ce qui en ferait le 12e phare du Michigan à avoir ce statut .

### Accessibilité
L'accès du public à Big Red est quelque peu limité, car il faut traverser une propriété privée pour voir le phare de près. Cependant, il n'y a pas d'obstacles pour entrer dans la zone du phare. Les meilleurs points de vue facilement accessibles au grand public proviennent de l'autre côté du canal, du  Holland State Park (en). Depuis le 27 mai 2013, l'accès à pied au phare est limité aux mardis et jeudis, du milieu de la matinée au coucher du soleil.

## Description
Le phare actuel est une tour carrée en bois claire-voie, avec galerie et lanterne, de 13 m de haut, montée sur un bâtiment en brique de deux étages. La tour est entièrement peinte en rouge depuis 1956.
Son feu alternatif émet, à une hauteur focale de 15 m, un feu clignotant alternativement blanc et rouge par période de 10 secondes. Sa portée est de 16 milles nautiques (environ 30 km) pour le feu blanc et 14 milles nautiques (environ 26 km) pour le feu rouge.
Identifiant : ARLHS : USA-375 ; USCG :  7-19295 .

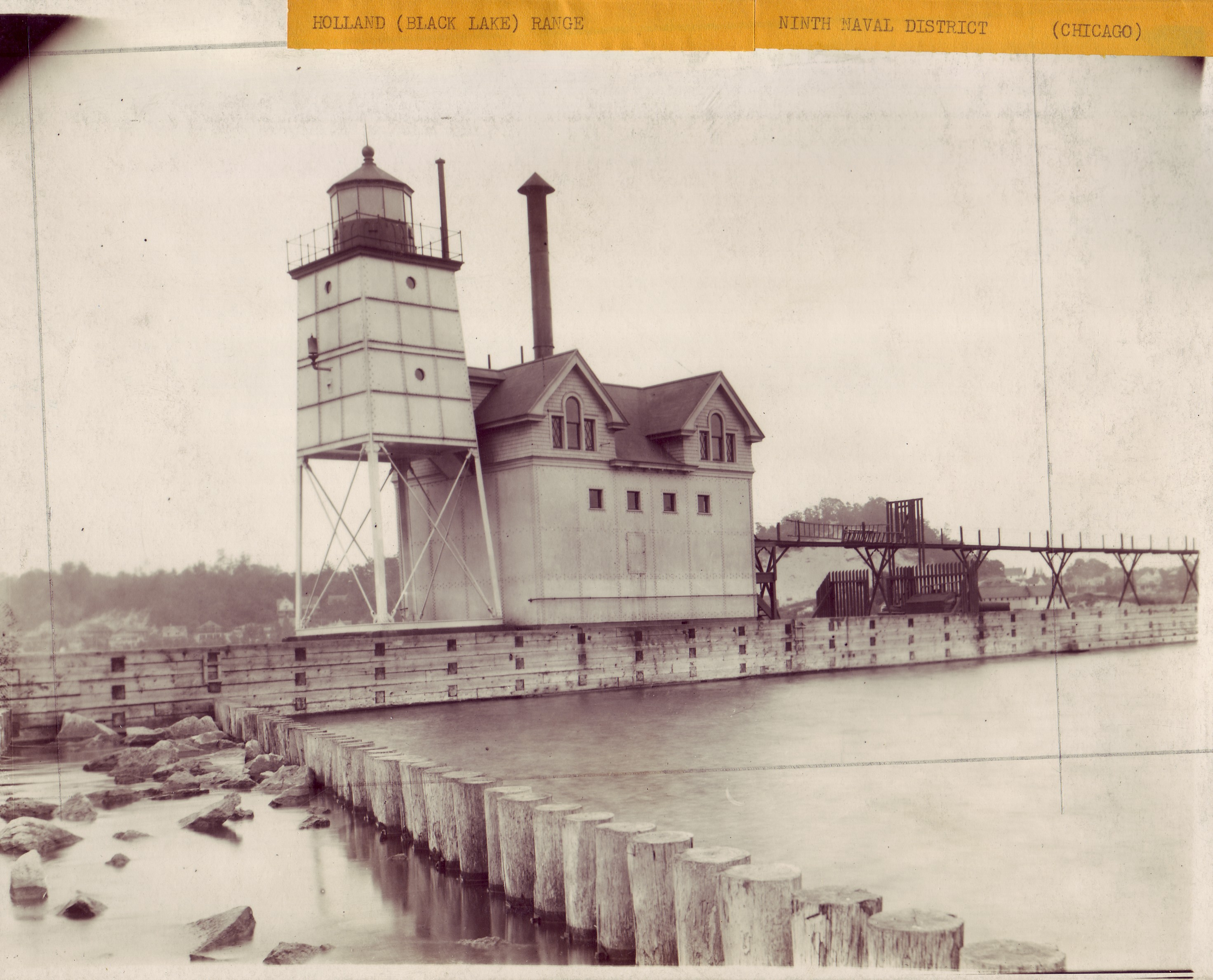
Le phare (photo USCG)
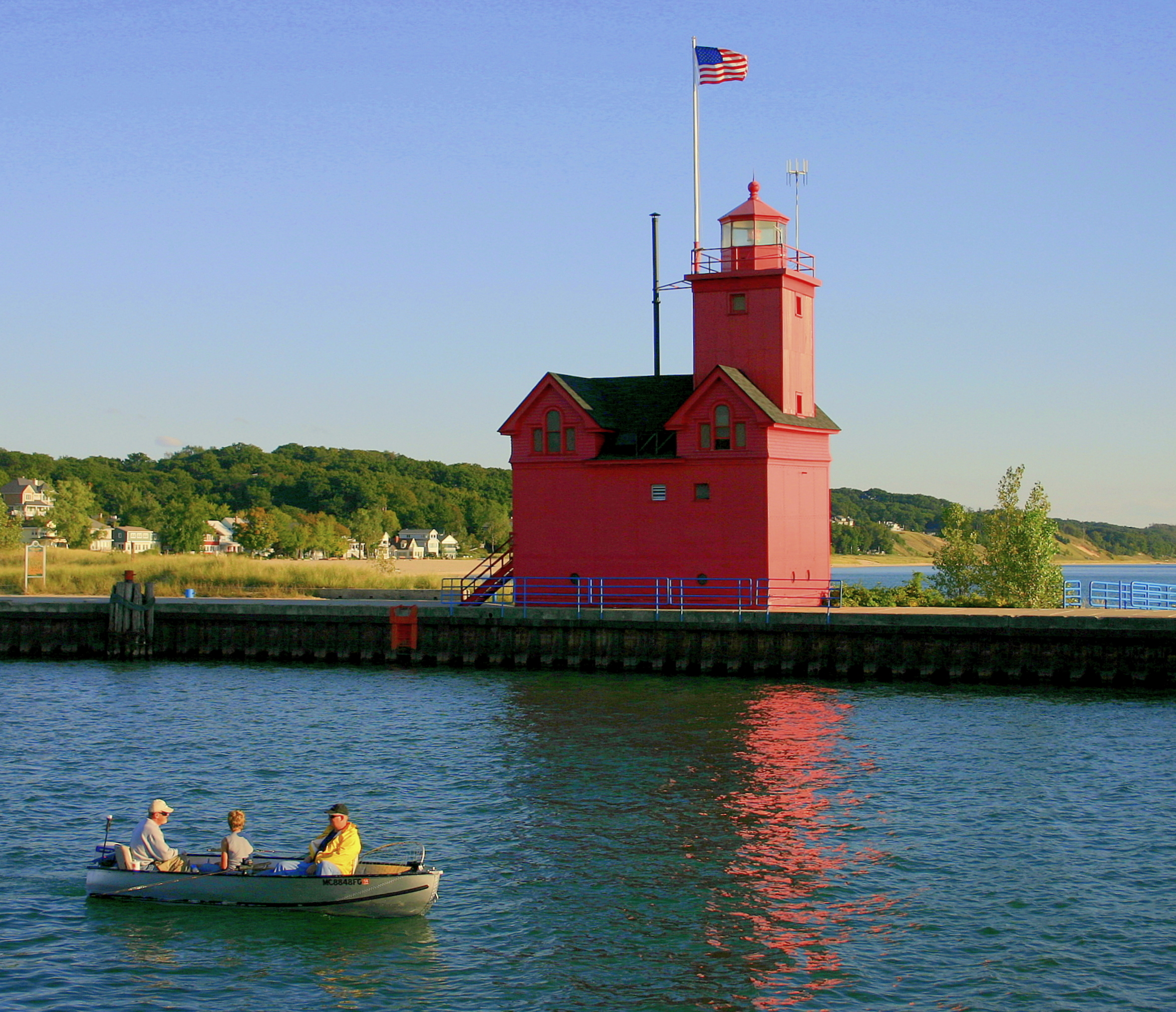
Le phare
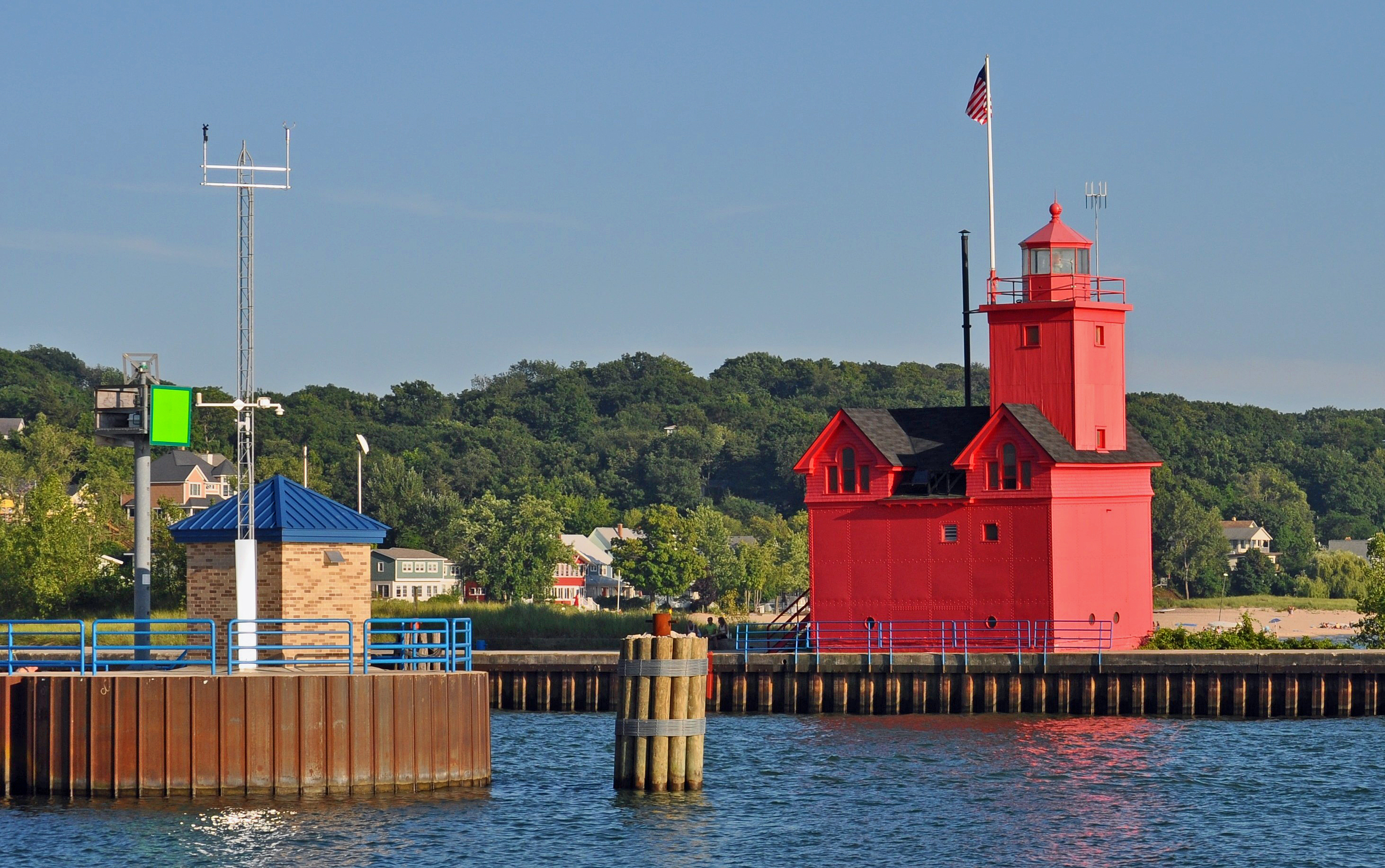
L'entrée de Holland Harbor

### Lien connexe
- Liste des phares au Michigan